# Guy Stéphane Essame
Guy Stéphane Essame (* 25. November 1984 in Douala) ist ein kamerunischer Fußballspieler.

## Karriere
Der Kameruner begann seine Karriere bei Sportivo Luqueño in Paraguay. 2005 wechselte er zum portugiesischen Verein Boavista Porto. Nach drei Jahren verließ Essame den Verein und wechselte zu Terek Grosny. Er spielte insgesamt vier Jahre in Russland. 2013 verbrachte er beim belarussischen Verein FK Njoman Hrodna. 2014 folgte mit dem Transfer zum FK Atyrau sein nächster Wechsel. Im gleichen Jahr wurde er innerhalb der kasachischen Liga an den  FK Astana verliehen, mit dem der Mittelfeldspieler den Meistertitel sichern konnte.

## Erfolge
- Kasachischer Meister: 2014